# بين توماس (مصور)
بين توماس (بالإنجليزية: Ben Thomas)‏ هو مصور أسترالي، ولد في 1981 في أديلايد في أستراليا.

## وصلات خارجية
- الموقع الرسمي